# Stenmyrtjärnen, Ångermanland
Stenmyrtjärnen är en sjö i Strömsunds kommun i Ångermanland och ingår i Ångermanälvens huvudavrinningsområde.